# Landing Craft Vehicle & Personnel

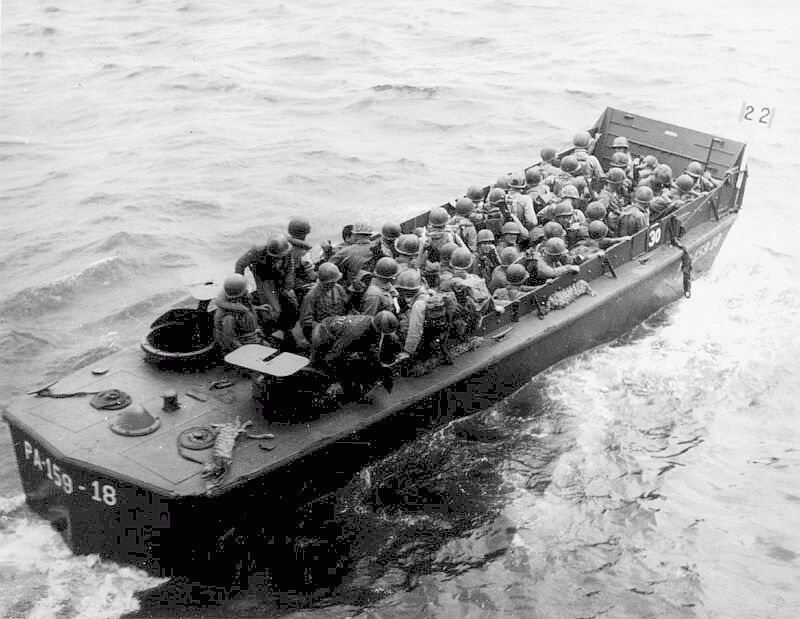
Troupes américaines quittant lUSS Darke (APA-159) à bord d'un LCVP sans doute pour débarquer sur Okinawa, avril 1945.

Le Landing Craft, Vehicle, Personnel (LCVP) ou Higgins Boat, est un engin de débarquement américain massivement utilisé lors de la Seconde Guerre mondiale. Il est comparable au Landing Craft Assault anglais.
Des LCVP munis d’un toit et d’un canon de 20 mm Oerlikon sont utilisés par la Marine nationale française durant la guerre d'Indochine.
Ce type d'engin est encore utilisé sur les navires militaires de diverses marines nationales.

## Conception
Cet engin de débarquement (appelé aussi péniche) est créé par Andrew Higgins (1886-1952) dans son usine de La Nouvelle-Orléans. Ses formes de coque sont inspirées de celles des barges à fond plat naviguant dans les marécages de la Louisiane. Plus de 20 000 exemplaires sont construits par Higgins Industries (en) et les titulaires de licences.
Pendant la Seconde Guerre mondiale, pour ne pas puiser dans les stocks de métal réservés à la construction de gros navires, le LCVP est construit en contreplaqué marine (teck, pin d'Oregon) alors que sa couleur de peinture gris métallique fait croire à tort qu'il est en métal. Armé de deux mitrailleuses de 7,62 mm, il peut transporter 36 soldats, soit l’équivalent d’une section, et filer 9 nœuds (16,7 km/h) à pleine charge. Son fond n'est pas plat comme on le pense, mais en 'V' à l'avant et remontant à l'arrière afin que l'échouage laisse l'hélice immergée et n'empêche pas le bateau de repartir en arrière, même dans 50 cm d'eau, le LCVP devant effectuer la navette entre le rivage et les grands navires au large. Les soldats embarquent dans la péniche en descendant le long de filets déroulés contre la coque du navire de transport de troupes où elle est accostée. Ils en débarquent à terre par une rampe mobile, seule partie en métal et blindée de l'embarcation, qui s'abaisse à l'avant de l'engin. Cette porte avant basculante a été ajoutée en 1942 par les forces armées des États-Unis pour permettre au soldat, une fois drossée sur le sable, de courir directement sur la plage (dans les premiers modèles, les troupes devaient descendre par les flancs, si bien qu'elles se retrouvaient dans l'eau à mi-corps).

## Caractéristiques techniques
- Déplacement: 8 100 kg
- Longueur: 11 m
- Largeur: 3,29 m
- Tirant d'eau: 0,96 m à l’arrière, 0,7 m à l’avant
- Vitesse: 9 nœuds (16,7 km/h), 15 nœuds à lège (27,8 km/h)

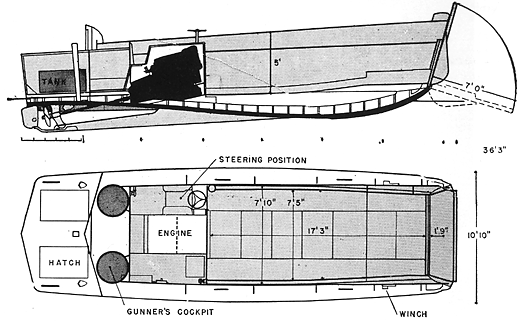
Plan du LCVP

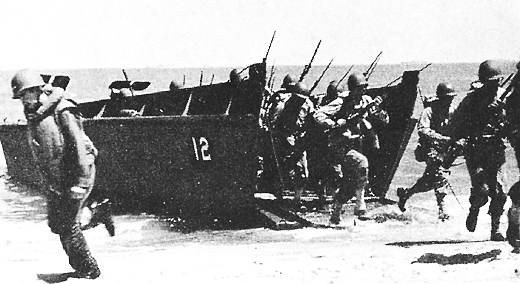
Soldats débarquant d’un LCVP

- Armement: 2 mitrailleuses Browning 1919A4 (7,62 mm)
- Équipage: 3 (1 homme de barre,2 mitrailleurs)
- Capacité: 36 soldats ou un véhicule de 2 700 kg
- Moteur 6 cylindres Diesel - 2 temps de 225 ch (Gray Marine) ou 
 moteur essence 250 ch (Hall-Scott)[6]

## Contribution
« Andrew Higgins... est l'homme qui a gagné la guerre pour nous.... Si  Higgins n'avait pas conçu et construit ces LCVP, nous n'aurions jamais débarqué sur une plage ouverte. L'ensemble de la stratégie de la guerre aurait été différente. »

— interview du général Dwight Eisenhower, 1964
.

## Pérennité
Malgré les quelque 20 000 exemplaires construits, très peu d'embarcations originales existent encore. Plusieurs ont été reconstruites ou restaurées aux États-Unis. Une association française possède un des trois exemplaires d'époque restaurés et le seul navigant en Europe.
Le dernier bateau de type LCVP de la marine nationale française a été retiré du service début décembre 2014.